# Bukidnon

Prowincja Bukidnon na mapie Filipin

Bukidnon – prowincja na Filipinach w regionie Mindanao Północne, położona w środkowej części wyspy Mindanao.
Od południa graniczy z prowincją Cotabato, od zachodu z prowincjami Lanao del Norte i Lanao del Sur, od północy z prowincją Misamis Oriental, od wschodu z prowincjami Agusan del Sur i Davao del Norte. Powierzchnia: 10 498,59 km². Liczba ludności: 1 190 284 mieszkańców (2007). Gęstość zaludnienia wynosi 113,4 mieszk./km². Stolicą prowincji jest Malaybalay.